# أرمورد كور 3
أرمورد كور 3 هي لعبة فيديو يابانية صدرت عام 2002 من قبل فروم سوفتوير لصالح بلاي ستيشن 2 وبلاي ستيشن بورتبل في 2009، وهي الجزء السادس من سلسلة أرمورد كور.

## روابط خارجية
- الموقع الرسمي
 باللغة اليابانية
- Armored Core 3 at FromSoftware
- أرمورد كور 3 على موبي غيمز